# Најбоље од најгорег
Најбоље од најгорег први је компилацијски албум српског гаражног и панк рок састава Партибрејкерс. Објављен је 1996. под окриљем издавачке куће MuSicLand.
Објављен је на компакт диску и аудио касети, а на њему се налази двадесет песама, укључујући Лудо и брзо и Рођен лош које су биле нове.
На албуму су учествовали Зоран Костић Цане, Небојша Антонијевић Гојко Севар (бас), Дарко Курјак (бубњеви), Срђан Граовац (гитара и усна хармоника). Продукцију је радио бенд заједно са Игором Боројевићем, док је омот алума радио Предраг Мамузић.
Албум је сниман у студију „О” у Београду, фебруара 1996. године.

## Листа песама
| №               | Назив              | Трајање |  |
| 1.              | Ако си             | 2:04    |  |
| 2.              | Хеј ти доле        | 2:32    |  |
| 3.              | Ти мораш бити моја | 2:41    |  |
| 4.              | 1000 година        | 4:46    |  |
| 5.              | Стој, Џони         | 3:29    |  |
| 6.              | Улични ходач       | 4:07    |  |
| 7.              | Вечерас            | 3:03    |  |
| 8.              | Прстен             | 3:42    |  |
| 9.              | Пут                | 3:45    |  |
| 10.             | Месечева кћи       | 4:10    |  |
| 11.             | Крени према мени   | 2:35    |  |
| 12.             | Она све зна        | 3:38    |  |
| 13.             | Оно што покушавам  | 3:16    |  |
| 14.             | Хипнотисана гомила | 2:21    |  |
| 15.             | Хоћу да знам       | 3:49    |  |
| 16.             | Јави се            | 4:18    |  |
| 17.             | Молитва            | 5:36    |  |
| 18.             | Људи нису исти     | 2:54    |  |
| 19.             | Лудо и брзо        | 4:53    |  |
| 20.             | Рођен лош          | 2:53    |  |
| Укупно трајање: | Укупно трајање:    | 41:12   |  |